# Philortyx fasciatus
La quaglia fasciata (Philortyx fasciatura (Gould, 1844))  è un uccello della famiglia degli Odontofori ed è l'unica specie del genere Philortyx.

## Descrizione
La quaglia fasciata pesa dai 115 ai 160 grammi e ha una lunghezza che varia dai 18 ai 21 centimetri. Presenta un becco nero, corto e robusto; gambe e coda relativamente lunghe se comparate con le altre quaglie del Nuovo Mondo. Il capo è di colore cannella ed è sormontato da una breve cresta marrone scuro. La gola è chiara. Questa quaglia ha la parte dorsale marrone chiaro tendente al grigio con strisce nere corte e larghe. La parte anteriore è chiara e presenta anch'essa le bande nere che vanno a ridursi a macchie circolari a livello della pancia. Entrambi presentano un piumaggio simile. I maschi sono leggermente più grandi delle femmine e hanno la cresta più lunga. Gli esemplari sono inizialmente striati di bianco ma dopo una muta che dura dalle otto alle dodici settimane assumono un piumaggio simile agli adulti con l'unica differenze che hanno il muso e la gola di colore nero. Sviluppano il piumaggio degli adulti dopo 18 settimane circa.

## Biologia
La quaglia fasciata è un uccello che solitamente vive in gruppi di circa dodici componenti anche se non di rado sono stati avvistati gruppi di trenta esemplari. Predilige spostarsi correndo sul terreno e solo quando in gruppo vola così da confondere l'eventuale predatore. È un uccello timido che raramente si allontana dalla vegetazione.
Si nutre di una grande varietà di semi, tuberi e germogli ma non disdegna nemmeno insetti che mangia in maggior quantità quando deve nutrire i pulcini. 
Il periodo della riproduzione è tra agosto e settembre e la cresta ha un ruolo importante nella scelta del compagno. La femmina depone, in un nido creato nell'erba e coperto dalla vegetazione, circa cinque uova e il periodo di incubazione è di circa 22 giorni.

## Diffusione e habitat
La quaglia fasciata è endemica del Messico centrale.. Il suo areale copre la parte sud dello stato di Jalisco e la parte orientale dello stato di Colima, la fascia centrale degli stati di Michoacán e di Puebla, l'area sud-occidentale degli stati di Messico e Morelos, gran parte dello stato di Guerrero dove l'areale arriva fino all'oceano pacifico.
Vive in ambienti aridi e semi desertici, predilige luoghi coperti da vegetazione cespugliosa e erba alta. Si ritrova anche in zone coltivate circondate da boschi. Vive da 0 a 1500 metri sopra il livello del mare.